# Spirito Riberi
Spirito Riberi (Limone Piemonte, 25 marzo 1833 – Cuneo, 16 gennaio 1915) è stato un politico italiano.
Fu senatore del Regno d'Italia dalla XV legislatura.